# Тета Гідри
Тета Гідри (лат. θ Hydrae), також HD79469 — хімічно пекулярна зоря спектрального класу A0, що має видиму зоряну величину в смузі V приблизно 3,9.
Вона  розташована на відстані близько 128,7 світлових років від Сонця у сузір'ї Гідри.

## Пекулярний хімічний склад
HD79469 належить до Хімічно пекулярних зір з пониженим вмістом гелію 
й в її зоряній атмосфері спостерігається нестача He у порівнянні з його вмістом в атмосфері Сонця.

## Магнітне поле
Спектр даної зорі вказує на наявність магнітного поля у її зоряній атмосфері.
Напруженість повздовжної компоненти поля оціненої з аналізу
становить 126,5± 119,1 Гаус.